# تیک فایو
تیک فایو (به انگلیسی: Take Five) یک آهنگ جاز ست که در سال ۱۹۵۹ به‌دست پل دزموند ساخته شد و گروه دیو بروبک کورتت آن را اجرا کرد. این آهنگ در آلبوم تایم آوت گروه جای دارد و از آن به عنوان معروف‌ترین قطعه موسیقی جاز یاد می‌شود. همچنین این اثر پرفروش‌ترین موسیقی جاز تاریخ محسوب می‌شود. تیک فایو در می بمل مینور ساخته شده‌است. این آهنگ همراه با ترانه‌ای که به روی آن گذاشته شد، توسط فرهاد مهراد نیز به اجرا درآمده‌است.

## دلایل موفقیت و شهرت
- صدای پیانوی دو آکوردی[۲]و تکرار شونده که در طول آهنگ جریان دارد.
- ملودی ساکسوفون با گام بلوز.
- تک نوازی درام.[۳]
- استفاده غیرمعمول از کسر میزان ۵/۴ (نامگذاری تیک فایو از آن ناشی می‌شود).[۴]

## دست اندر کاران
- دیو بروبک - پیانو
- پل دزموند - ساکسوفون
- یوجین رایت - کنترباس
- جو مورلو - درام